# Przełęcz Piaseckiego
Przełęcz Piaseckiego (ang. Piasecki Pass) – przełęcz na Wyspie Króla Jerzego, w środkowej części Półwyspu Kellera, pomiędzy Górą Birkenmajera na północy a Granią Tyrella i Filarem Bartona na południu. 
Nazwana na cześć polskiego glacjologa Jacka Piaseckiego, członka III. Wyprawy Antarktycznej na Stację Arctowskiego latem 1978/1979 roku.